# 臼二
飛馬座κ（臼二），又名BD+24 4463，HD 206901、SAO 89949、HR 8315，是飛馬座的一颗恒星，视星等为4.13，位于銀經78.41，銀緯-20.67，其B1900.0坐标为赤經21h 40m 6.9s，赤緯+25° -20.67′ 7″。